# Friday the 13th
Friday the 13th er en amerikansk stumfilm fra 1916 af Emile Chautard.

## Medvirkende
- Robert Warwick som Robert Brownley.
- Clarence Harvey som Peter Brownley.
- Charles Brandt som Lee Sands.
- Gerda Holmes som Beulah Sands.
- Montagu Love som Varneloff.